# 内华达高等教育系统
内华达高等教育系统（NSHE，前身为内华达大学和社区学院系统或UCCSN）是内华达州的一个州政府部门，负责监督该州的公立学院和大学系统。该系统成立于1968年，负责监督该州所有州立高等教育。
该土地赠与系统由两所授予博士学位的研究型大学（内华达大学里诺分校和内华达大学拉斯维加斯分校）、两所州立学院、三所社区学院和一所研究机构组成，共约有105,000名学生就读。旗舰大学是内华达大学里诺分校。

## 列表

### 研究型四年制大学
- 内华达大学里诺分校，该州最古老的大学，成立于1874年，是一所赠地机构。它是该州的旗舰机构，通称内华达大学。[2]
- 内华达大学拉斯维加斯分校，该州第二所四年制大学，最初是1957年成立的内华达南方大学。内华达南方大学于1965年获得自治权，由于需要更好的国家认可以及部分为了与内华达大学分离，于1969年更为现名。[3]

### 非研究型四年制大学
- 大盆地学院，前身是北内华达学院，是一所服务于内华达州东北部的四年制公立学院。
- 内华达州立大学，成立于2002年，是内华达州最新的四年制公立学院。

### 两年制学院
- 南内华达学院，成立于1971年，原名克拉克县社区学院，后来更名为南内华达社区学院，之后更名为现在的名字，是内华达州最大的高等教育机构（公立或私立），也是美国第三大社区学院。
- 特拉基梅多斯社区学院，是一所为里诺及其周边地区居民服务的社区学院。
- 西内华达学院，以前称为西内华达社区学院，是一所为内华达州西北部服务的社区学院。

### 研究所
沙漠研究所是一个主要关注环境科学的研究机构。